# Alex Garland
Alexander Medawar "Alex" Garland, född 26 maj 1970 i London i Storbritannien, är en brittisk författare, manusförfattare, filmproducent och regissör. Han är främst känd för romanen Beach från 1996, men har även bland annat skrivit manuset till filmen 28 dagar senare från 2000.

## Verk

## Filmografi (som manusförfattare)
- 2002 – 28 dagar senare
- 2007 – Sunshine
- 2010 – Never Let Me Go
- 2012 – Dredd
- 2025 – 28 Years Later

## Filmografi (som regissör)
- 2015 – Ex Machina
- 2018 – Annihilation
- 2020 – Devs (TV-serie)
- 2022 – Men
- 2024 – Civil War
- 2025 – Warfare

## Priser och utmärkelser
- 1997 - Betty Trask Award  (för Beach)